# 蘭迪·赫爾特格倫
蘭迪·赫爾特格倫（英語：Randall Mark "Randy" Hultgren；1966年3月1日—）是美国的一位政治人物。自2011年開始，他是伊利诺伊州第14選舉區選出的聯邦眾議員。他的黨籍是共和黨。在此之前，赫爾特格倫曾經擔任伊利诺伊州议会的議員。